# Martin Poglajen
Martin Poglajen (født 28. september 1942) er en hollansk judoka og europamester. Han blev europamester i judo ved EM i judo 1965, da han slog franskmanden Patrick Clement i finalen i vægtklassen -80 kg.
Ved VM i judo 1967 fik han sølv, da han tabte til japanske Eiji Maruki i finalen.
Han deltog også i Sommer-OL 1972, men tabte til sovjetiske Guram Gogolauri i ottendedelsfinalen.
I 1973 vandt han to guldmedaljer ved de hollandske judomesterskaber i den åbne vægtklasse og i -80 kg-klassen.